# Tonny Brogaard
Tonny Brogaard (tidligere Tonny Nielsen) (født 10. februar 1984) er en dansk fodboldspiller, hvor hans primære position på banen er som målmand.

## Karriere
Som 17-årig skrev han den 7. september 2001 en 3-årig kontrakt med Boldklubben Frem efter at have stået på Boldklubben Frem's 1. ynglinge. Han kom sidenhen til Fremad Amager, hvor han fik sin divisionsdebut for sin nye klub på Arbejdernes internationale kampdag i 2005 mod netop sin tidligere klub. En kamp, som også var en afgørende faktor for hans senere skifte til engelsk fodbold. Han var reservemålmand i 1. divisionsklubben Fremad Amager fra foråret 2004 indtil den 31. maj 2005, hvorefter han skrev under på en 2-årig kontrakt med den engelske Football League One klub Doncaster Rovers F.C., som også fik en anden dansk målmand på spillerlisten, Jan Budtz fra FC Nordsjælland. Den høje målmand (207 cm.) blev i England kendt som "The Gentle Giant". 
Han opnåede dog ikke spilletid på klubbens førstehold, hvor han havde blev skadet og efterfølgende blev tredjevalget på målmandsposten. Han opnåede dog 12 kampe på reserveholdet, hvor han kun lukkede fire mål ind. Den 1. oktober 2006 blev hans kontrakt imidlertid ophævet og han kunne rejse transferfrit tilbage til Danmark for at spille på en deltidskontrakt hos 2. divisionsklubben Greve Fodbold for resten af år 2006. Det resulterede dog ikke i regelmæssig førsteholdsfodbold i Greve og han oplevede et forår uden megen fodbold før han i vinteren 2008 valgte at fortsætte hos Avedøre I.F.